# Campionat d'Europa de trial veterans
El Campionat d'Europa de trial veterans (oficialment: European Trial Over 40 Cup), regulat per la FIM Europe (l'antiga UEM), és la màxima competició europea de trial a l'aire lliure en categoria majors de 40 (coneguda també com a veterans).
Es disputa des del 2010 i està reservat a pilots de més de 40 anys.

## Historial
A 26 de novembre de 2024
| Edició | Any  | Campió                | Motocicleta           |
| ------ | ---- | --------------------- | --------------------- |
| I      | 2010 | Magnus Liljeblad      | Sherco                |
| II     | 2011 | Andrea Buschi         | Ossa                  |
| III    | 2012 | Marco Reit            | Beta                  |
| IV     | 2013 | John Van Veelen       | Ossa                  |
| V      | 2014 | Jussi Haapanen        | Gas Gas               |
| VI     | 2015 | Vladimir Kothay       | Ossa                  |
| VII    | 2016 | Markus Kipp           | Beta                  |
| VIII   | 2017 | Markus Kipp           | TRRS                  |
| IX     | 2018 | Piero Sembenini       | Montesa               |
| X      | 2019 | Andrea Soulier        | Beta                  |
|        | 2020 | Cancel·lat (COVID-19) | Cancel·lat (COVID-19) |
| XI     | 2021 | Martin Křoustek       | TRRS                  |
| XII    | 2022 | Dan Clark             | Beta                  |
| XIII   | 2023 | Dan Clark             | Beta                  |
| XIV    | 2024 | Martin Kroustek       | TRRS                  |